# 7月王政

フランス王国
Royaume de France (フランス語)

国歌: La Parisienne（フランス語）
ラ・パリジェンヌ

1830年から1848年までのフランス王国

7月王政（しちがつおうせい フランス語:Monarchie de Juillet）は、1830年7月29日にフランスで勃発した7月革命の後、オルレアン家のルイ・フィリップを国王とした立憲君主制の王政である。オルレアン朝（オルレアンちょう）とも呼ぶ。1848年2月24日に勃発した2月革命で打倒された。

## 概要
典型的なブルジョワ支配体制で、貴族制の廃止や世襲制の廃止などが実行される一方で、選挙権保持者は前代の復古ブルボン朝に比べ倍増したもののそれでも全国民の0.6%しかいなかった。労働者は無権利に等しく、彼らを抑圧する形で産業革命がフランスで進行する。しかし、普通選挙を求める声が次第に高まり、それが2月革命のきっかけとなった。それに先立つ1832年の六月暴動の失敗は、後の2月革命の成功に大きな影響を与えたとされている。